# Nicole Amarteifio
Nicole Amarteifio, née en 1982, est une réalisatrice, productrice et scénariste ghanéenne. La série An African City la fait connaître.

## Biographie
Elle naît au Ghana en 1982 mais sa famille quitte l'Afrique alors qu'elle n'est encore âgée que de quelques mois. Elle  grandit en Occident, à Londres, puis aux États-Unis, à New-York. Elle effectue des études supérieures en études africaines à l’université Brandeis, située à Waltham dans le Massachusetts, à 16 km à l'ouest de Boston, de 2000 à 2004.
Après une première année dans une entreprise américaine créée par Rosa Whitaker (en), The Whitaker Group, spécialisée dans le conseil en développement en Afrique, dans l’organisation d’événements, elle travaille pour différents organismes, toujours sur le développement en Afrique.
Elle reprend ensuite des études en communication à l’université de Georgetown,  institution catholique de Washington, en 2009/2010.
Puis elle travaille pour la Banque mondiale de 2010 à 2015 sur l’exploitation des médias sociaux pour faire progresser les connaissances et sensibiliser au développement économique en Afrique. Elle revient au Ghana en 2012. En parallèle de son activité professionnelle, à partir de juin 2012, elle écrit le scénario et  devient la productrice d’une websérie, Une ville d'Afrique (An African City) .
Cette série est diffusée initialement sur une chaîne YouTube,. 
La série, tournée à Accra, raconte l’histoire de 5 femmes, de retour dans leur pays au Ghana, de leur vie et de leurs ambitions. « J’en avais assez de voir les médias véhiculer une image misérabiliste des Africaines, à moitié nues avec un pot sur la tête », explique-t-elle. Elle s’inspire pour la créer, de sa propre expérience, mais aussi  de la célèbre série américaine Sex and the City, abordant des thèmes longtemps tabous de manière directe, humoristique et crue dans les conversations entre ses héroïnes,,. La diffusion du premier épisode de la saison 1 de la web série commence en 2014. 
En 2015, elle choisit de faire de la création audiovisuelle son métier, tout en restant au Ghana qui a su lui ouvrir les portes dans ce domaine. Elle s'y est fait une notoriété : elle y est surnommée « la Shonda Rhimes du Ghana ». D’autres saisons de sa série initiale puis d’autres séries suivent ensuite, notamment The Republic dès 2016. 
Elle est mentionnée en 2018 comme l'une des 100 femmes de l'année par le magazine américain OkayAfrica. Son premier long métrage, Before the Vows, une comédie romantique, est présenté en avant-première au Festival international du film de Seattle, également en 2018.